# Veyrier
Pour l’article ayant un titre homophone, voir Verrier.
Pour les articles homonymes, voir Veyrier (homonymie).
Veyrier (/vɛʀje/) est une ville et une commune suisse du canton de Genève.

## Géographie

### Situation
La commune de Veyrier est située au pied du Salève, à 5 km au sud-est de Genève. Son territoire s'étend sur 6,5 km2. Lors du relevé de 2013-2018, les surfaces d'habitations et d'infrastructures représentaient 51,8 % de sa superficie, les surfaces agricoles 31,1 %, les surfaces boisées 14,2 % et les surfaces improductives 3,2 %.
La commune comprend les localités du Petit-Veyrier, de Pinchat, de Vessy et de Sierne. Elle est limitrophe de Chêne-Bougeries, Thônex, Troinex, Plan-les-Ouates, Lancy, Carouge et Genève, ainsi que des  communes françaises d'Étrembières, de Collonges-sous-Salève et de Bossey en Haute-Savoie (74).

### Cours d'eau
La commune est bordée au nord par l'Arve, et au sud-ouest par le Ruisseau des Marais. Selon son site officiel, elle contient également le Nant de Pinchat et le Nant de Vessy.

## Toponymie
Le toponyme de la commune, qui se prononce /vɛʀje/, dérive probablement d'un nom de personne latin (Varius ou Verius ont été avancés), propriétaire d'un domaine rural, et du suffixe celtique -akos/-acum, qui désigne un lieu.
La première occurrence écrite du toponyme remonte à 1201, sous la forme Vayrie.

## Histoire
La région a servi de lieu de refuge, tant par la présence de forêts que les grottes nombreuses du Salève.
D'importantes fouilles archéologiques se sont succédé dans les carrières du Salève. Elles ont permis de développer notre connaissance des peuples magdaléniens.
C'est près de Veyrier, ou plus précisément dans une des carrières du Salève voisin (côté français), qu'est découvert en 1833 par François-Isaac Mayor, le premier objet magdalénien dans un niveau archéologique non mélangé. Cet objet est « une tige de quatre pouces de longueur, bordée d'épines travaillées par la main de l'homme »[réf. nécessaire].
Au Moyen Âge, sur le territoire de la commune on relève la seigneurie de Symond, possession au XVIe siècle d'une famille noble établie à Cluses.
Sous domination savoyarde depuis le XVIe siècle, savoyarde à part entière depuis le premier traité de Turin en 1754, Veyrier devient française en 1792, intégrée au département du Léman à la suite de la campagne d'Italie du général Bonaparte. Elle le reste jusqu'à la signature du second traité de Turin de mars 1816, par lequel le roi de Sardaigne Victor-Emmanuel de Savoie cède alors à Genève cette partie de l'ancienne commune d'Étrembières-Veyrier qui devait lui revenir. Les autorités genevoises prennent possession de Veyrier le 23 octobre 1816.

## Politique et administration

### Administration
Le Conseil administratif est composé de trois conseillers administratifs, dont l'un exerce les fonctions de maire pendant un an. Ils se répartissent les dicastères pour la législature de cinq ans. L'exécutif de la commune, entré en fonction le 1er juin 2020 et réélu le 23 mars 2025 se compose de la façon suivante :
| Identité          | Étiquette | Étiquette        | Fonction (Période 2025-2026) | Dicastères |
| ----------------- | --------- | ---------------- | ---------------------------- | --- |
| Christian Robert  |           | PLR              | Maire                        | Aménagement du territoire Constructions, autorisations de construire et Gestion des bâtiments Plan directeur communal Routes et espaces verts Gestion des déchets |
| Aline Tagliabue   |           | Veyrier-Ensemble | Conseillère administrative   | Petite enfance Écoles Social et sports Culture et manifestations Promotion environnementale Transports publics Information                                        |
| Jean-Marie Martin |           | Le Centre        | Conseiller administratif     | Finances Police municipale Sécurité-Pompiers Administration communale Promotion économique Parkings Grands Esserts                                                |

Le Conseil municipal est composé de 27 membres. Il est dirigé par un bureau composé d'un président, d'un vice-président et d'un secrétaire. Des commissions, dans lesquelles les partis élus au conseil municipal sont représentés par un ou deux commissaires, proportionnellement à leur nombre de sièges en plénière, traitent des sujets particuliers : finances, bâtiments, affaires sociales, etc. Lors des élections municipales du 23 mars 2025, le Conseil municipal est renouvelé et représenté de la façon suivante :
| Parti                                                   | Voix | Suffrages en % | +/-   | Sièges | +/- |
| ------------------------------------------------------- | ---- | -------------- | ----- | ------ | --- |
| Parti libéral-radical (PLR)                             | 759  | 25,29 %        | 4,89  | 8 / 27 | 0   |
| Veyrier-Ensemble                                        | 770  | 24,71 %        | 4,67  | 7 / 27 | 0   |
| Les Verts (PES) - Parti socialiste (PS)                 | 472  | 15,34 %        | 3,72  | 4 / 27 | 1   |
| Libertés et Justice sociale (LJS) - Vert'libéraux (PVL) | 448  | 15,33 %        | 15,33 | 4 / 27 | 4   |
| Le Centre (LC)                                          | 416  | 14,14 %        | 1,74  | 4 / 27 | 1   |
| Union démocratique du centre (UDC)                      | 162  | 5,19 %         | 5,19  | 0 / 27 | 0   |

### Liste des maires puis des conseillers administratifs
Entre 1816 et 1967, la commune de Veyrier n'avait pas de Conseil administratif mais seulement des maires et des adjoints élus par la population.
| Période      | Période     | Identité                      | Étiquette | Étiquette | Qualité                                                                                         |
| ------------ | ----------- | ----------------------------- | --------- | --------- | ----------------------------------------------------------------------------------------------- |
| 1816         | 1826        | François Portier              |           |           |                                                                                                 |
| 1826         | 1832        | Jean-Louis Schmidtmeyer       |           |           |                                                                                                 |
| 1832         | 1837        | Jean-François Macaire-Princep |           |           |                                                                                                 |
| 1837         | 1854        | Jean Portier                  |           |           | Député au Grand Conseil du canton de Genève de 1848 à 1850                                      |
| 1854         | 1855        | Jacques Longchamp             |           |           |                                                                                                 |
| 1855         | 1867        | Jean Novel                    |           |           | Député au Grand Conseil du canton de Genève de 1850 à 1870                                      |
| 1867         | 1892        | Marin Martin                  |           |           | Député au Grand Conseil du canton de Genève de 1884 à 1892                                      |
| 1892         | 1917        | Jules-Edouard Gottret         |           | ICS       | -Conseiller national de 1922 à 1947 -Député au Grand Conseil du canton de Genève de 1910 à 1936 |
| 1917         | 31 mai 1927 | Joseph Fontanel               |           | PLS       | Député au Grand Conseil du canton de Genève de 1916 à 1919 puis de 1923 à 1930                  |
| 1er mai 1927 | 31 mai 1947 | William Martin                |           | ND        | Député au Grand Conseil du canton de Genève de 1913 à 1919 puis de 1923 à 1948                  |
| 1er mai 1947 | 31 mai 1963 | Antonin Chavaz                |           |           |                                                                                                 |
| 1er mai 1963 | 31 mai 1967 | Gaston Genet                  |           | ICS       | Député au Grand Conseil du canton de Genève de 1936 à 1973                                      |

Dès 1967, la commune se dote d'un Conseil administratif constitué de trois membres.
| Période           | Période      | Identité             | Étiquette | Étiquette          | Qualité |
| ----------------- | ------------ | -------------------- | --------- | ------------------ | --- |
| 1er juin 1967     | 31 mai 1975  | Jacques Bordier      |           |                    | Maire en 1968-1969 et 1972-1973                                                                                    |
| 1er juin 1967     | 31 mai 1975  | Fernand Pougnier     |           | PRD                | -Maire en 1969-1970, 1971-1972 et 1973-1974 -Député au Grand Conseil du canton de Genève de 1965 à 1973            |
| 1er juin 1967     | 31 mai 1979  | Gaston Genet         |           | PDC                | Maire de 1963 à 1967 puis en 1970-1971, 1974-1975 et 1976-1977                                                     |
| 1er juin 1975     | 31 mai 1983  | Henri Berner         |           |                    | Maire en 1978-1979, 1979-1980 et 1981-1982                                                                         |
| 1er juin 1975     | 31 mai 1987  | René Barro           |           |                    | Maire en 1975-1976, 1977-1978, 1980-1981 et 1986-1987                                                              |
| 1er juin 1979     | 31 mai 1991  | Yves Martin          |           | PDC                | Maire en 1982-1983, 1983-1984, 1985-1986 et 1988-1989                                                              |
| 1er juin 1983     | 31 mai 1995  | Jean-Pierre Besson   |           |                    | Maire en 1984-1985, 1990-1991, 1991-1992 et 1993-1994                                                              |
| 1er juin 1987     | 31 mai 1995  | Andréanne Ronga      |           |                    | Maire en 1987-1988, 1989-1990 et 1994-1995                                                                         |
| 1er juin 1991     | 31 mai 2003  | Pierre-Louis Portier |           | PDC                | -Maire en 1992-1993, 1995-1996, 1997-1998 et 2000-2001 -Député au Grand Conseil du canton de Genève de 1999 à 2006 |
| 1er juin 1995     | 31 mai 2003  | Jean-Paul Bart       |           | PRD                | Maire en 1998-1999 et 2000-2001                                                                                    |
| 1er juin 1995     | 31 mai 2007  | Philibert Perrin     |           | PLS                | -Maire en 1996-1997, 1999-2000, 2002-2003 et 2005-2006 -Conseillère nationale de 1999 à 2003                       |
| 1er juin 2003     | 31 mai 2007  | Jean-Noël Genet      |           | PDC                | Maire en 2004-2005                                                                                                 |
| 1er juin 2003     | 31 mai 2011  | Daniel Mermod        |           | PLR                | Maire en 2003-2004, 2006-2007 et 2008-2009                                                                         |
| 1er juin 2007     | 31 mai 2015  | Luc Malnati          |           | PDC                | Maire en 2009-2010                                                                                                 |
| 1er juin 2007     | 31 mai 2015  | Thomas Barth         |           | PLR                | Maire en 2007-2008, 2010-2011, 2011-2012 et 2014-2015                                                              |
| 1er juin 2011     | 31 mai 2020  | Marlyse Rostan       |           | PLR                | Maire en 2013-2014, 2017-2018 et 2019-2020                                                                         |
| 1er juin 2015     | 27 mars 2019 | Sophie Lüthi         |           | Veyrier-Ensemble   | -Démissionne pour des raisons de santé en mars 2019 -Maire en 2016-2017                                            |
| 1er juin 2015     | 31 mai 2020  | Raymond Gavillet     |           | PDC                | Maire en 2015-2016 et 2018-2019                                                                                    |
| 15 septembre 2019 | en cours     | Aline Tagliabue      |           | Veyrier-Ensemble   | -Remplace Sophie Lüthi -Maire en 2020-2021 et 2023-2024                                                            |
| 1er juin 2020     | en cours     | Christian Robert     |           | PLR                | Maire en 2022-2023 et depuis 2025                                                                                  |
| 1er juin 2020     | en cours     | Jean-Marie Martin    |           | PDC puis Le Centre | Maire en 2021-2022 et 2024-2025                                                                                    |

## Population et société

### Gentilé
Les habitants de la commune se nomment les Veyrites.
Ceux de la localité de Pinchat se nomment les Pinchatons.

### Démographie

#### Évolution de la population
La commune compte 11 917 habitants au 31 décembre 2023 pour une densité de population de 1 833 hab/km2. Sur la période 2010-2023, sa population a augmenté de 19,1 % (canton : 14,6 % ; Suisse : 9,4 %).  La commune a été entre le 31 octobre 2010 et le 31 décembre 2014, la 10e ville du canton, avec près de 11 000 habitants, mais elle a perdu son statut à la suite de la nouvelle définition légale d'une ville suisse.

#### Pyramide des âges
En 2023, le taux de personnes de moins de 30 ans s'élève à 35,4 %, au-dessus de la valeur cantonale (33,7 %). Le taux de personnes de plus de 60 ans est quant à lui de 25,5 %, alors qu'il est de 22,2 % au niveau cantonal.
La même année, la commune compte 5 851 hommes pour 6 066 femmes, soit un taux de 49,1 % d'hommes, supérieur à celui du canton (48,3 %).
| Hommes | Classe d’âge | Femmes |
| ------ | ------------ | ------ |
| 1,2    | 90 ans ou +  | 2,8    |
| 7,7    | 75 à 89 ans  | 9,6    |
| 14,6   | 60 à 74 ans  | 15,1   |
| 22,7   | 45 à 59 ans  | 23,1   |
| 16,0   | 30 à 44 ans  | 16,6   |
| 18,8   | 15 à 29 ans  | 15,9   |
| 19,0   | - de 14 ans  | 17,0   |

| Hommes | Classe d’âge | Femmes |
| ------ | ------------ | ------ |
| 0,7    | 90 ans ou +  | 1,5    |
| 6,5    | 75 à 89 ans  | 8,8    |
| 13,0   | 60 à 74 ans  | 13,8   |
| 21,7   | 45 à 59 ans  | 21,5   |
| 22,9   | 30 à 44 ans  | 22,4   |
| 18,6   | 15 à 29 ans  | 17,2   |
| 16,7   | - de 14 ans  | 14,8   |

### Éducation
La commune de Veyrier possède trois établissements scolaires pour le primaire : l'école du Grand Salève, anciennement école de Veyrier (située au centre du village de Veyrier, sur l'avenue du Grand-Salève), l'école du Bois-Gourmand (route de Veyrier) et l'école de Pinchat (chemin de la Tour-de-Pinchat). 
Il existe par ailleurs quatre établissements privés : l'Institut Catholique La Salésienne (route de Veyrier), l'école Eden (route de Veyrier), le groupe scolaire Athéna (Chemin de Sierne) et l'école Girsa (Route de Veyrier).

### Activités sportives
La commune compte notamment un club de football évoluant en 2e ligue interrégionale, le FC Veyrier sports, un club de tennis, le Tennis club Veyrier Grand-Donzel et un club de tennis de table évoluant en première division, le  CTT Veyrier.
Elle abrite une piscine municipaleainsi qu'un stand de tir sportif.

### Sécurité
La commune de Veyrier dispose d'une Police municipale et d'une compagnie de sapeurs-pompiers.

## Culture et patrimoine

### Héraldique
De sinople à deux bandes d'or,  au chef du même chargé d'une aigle de sable.

### Activités culturelles
La commune de Veyrier a également sa propre fanfare. Fondée en 1881 et connue sous le nom de l'Écho du Salève, elle est placée sous la direction de Monsieur Ferran Gilli-Milera et est présidée par Madame Patricia Glaus.
La commune de Veyrier dispose d'un espace culturel nommé la Mansarde de Veyrier, née en 1985, proposant expositions et concerts à l'avenue du Grand-Salève 4. Le Chevalet Grand-Donzel, situé au chemin du Bois-Gourmand, offre aux artistes-peintres un espace important d'une grande visibilité.

### Personnalités liées
- Albert Cohen, écrivain suisse, enterré au cimetière israélite de Veyrier[30].
- Zino Davidoff, négociant de cigares suisse, enterré au cimetière israélite de Veyrier.
- Olivier Long (1915-2003), diplomate suisse, y est né.
- Daniel Polliand, artiste suisse, y est né en 1938.